# 縱貫線 (北段)
縱貫線（北段）是指台鐵縱貫線從基隆至竹南間的路段，為台鐵西部幹線的一部份。由於縱貫線在此段穿越台灣人口最為稠密的台北—桃園大都會區，此段為台鐵各營運路線之中客流量最高的路段。

## 路線資料
- 經營管轄：臺灣鐵路公司
- 路線距離：基隆 - 竹南間125.4 km
- 軌距：1,067 mm
- 車站數：36（含起訖車站；2024年12月）
- 開業時間：1902年8月10日全線開通
- 雙線區間：全線
- 三線區間：八堵 - 南港（不含）間
- 電化區間：全線（交流25KV）
- 基隆 - 三坑區間之文安里平交道至浮洲＝樹林區間之俊英街平交道其間38.882公里內，全程無平交道
- 最高速度：130 km/h
- 五堵貨場 - 汐科間高架化，汐科（不含） - 浮洲（不含）間地下化、鶯歌（不含） - 埔心（不含）間地下化施工中
- 隧道數目：7座
  - 三坑=八堵間：竹仔嶺
  - 七堵=百福間：七堵（西正線）、新七堵
  - 百福=五堵間：五堵（西正線）、新五堵
  - 汐科=浮洲間：（鐵路地下化）
  - 南樹林=山佳間：山佳

## 運行形態
- 區間車

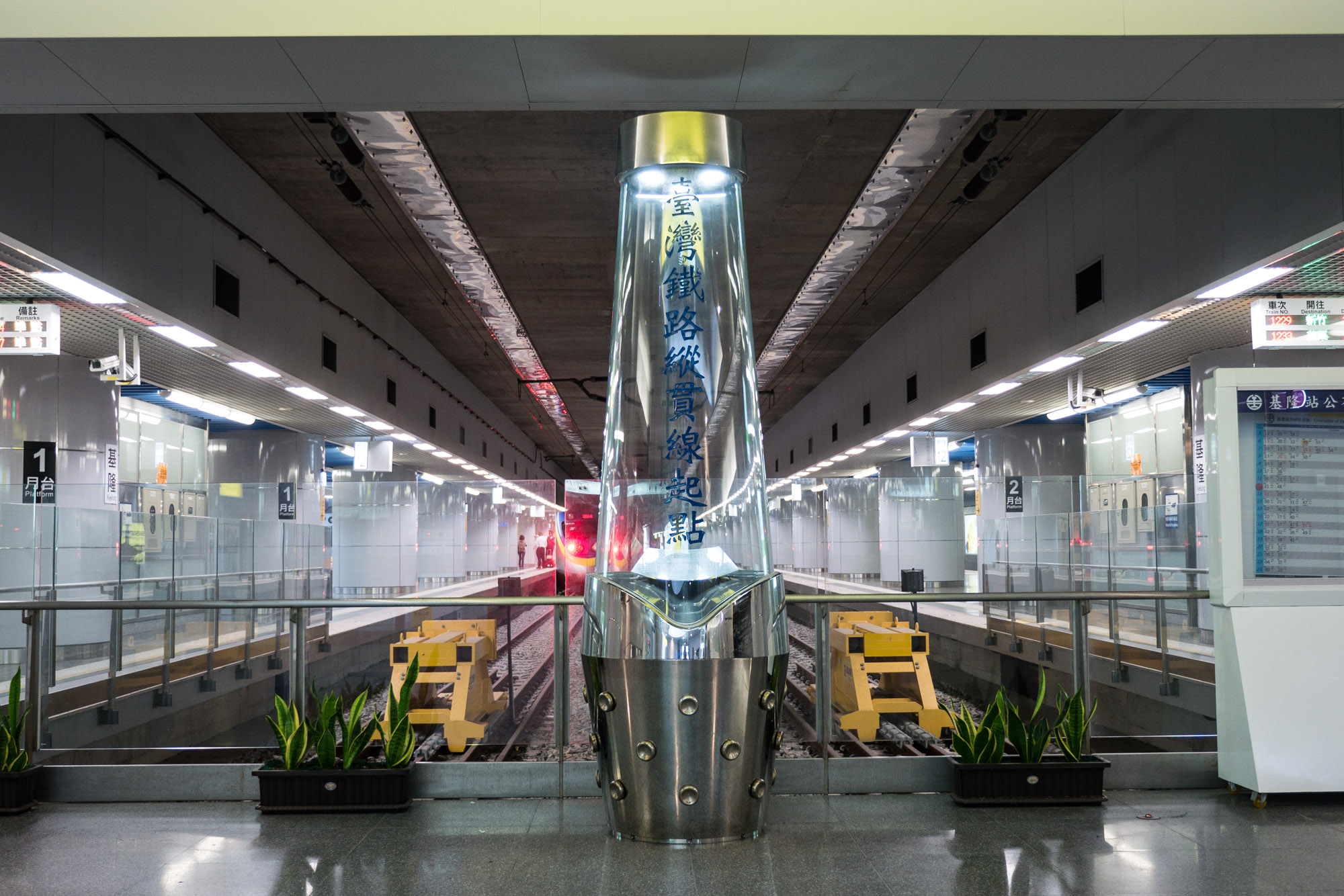
基隆車站內的臺灣鐵路縱貫線起點

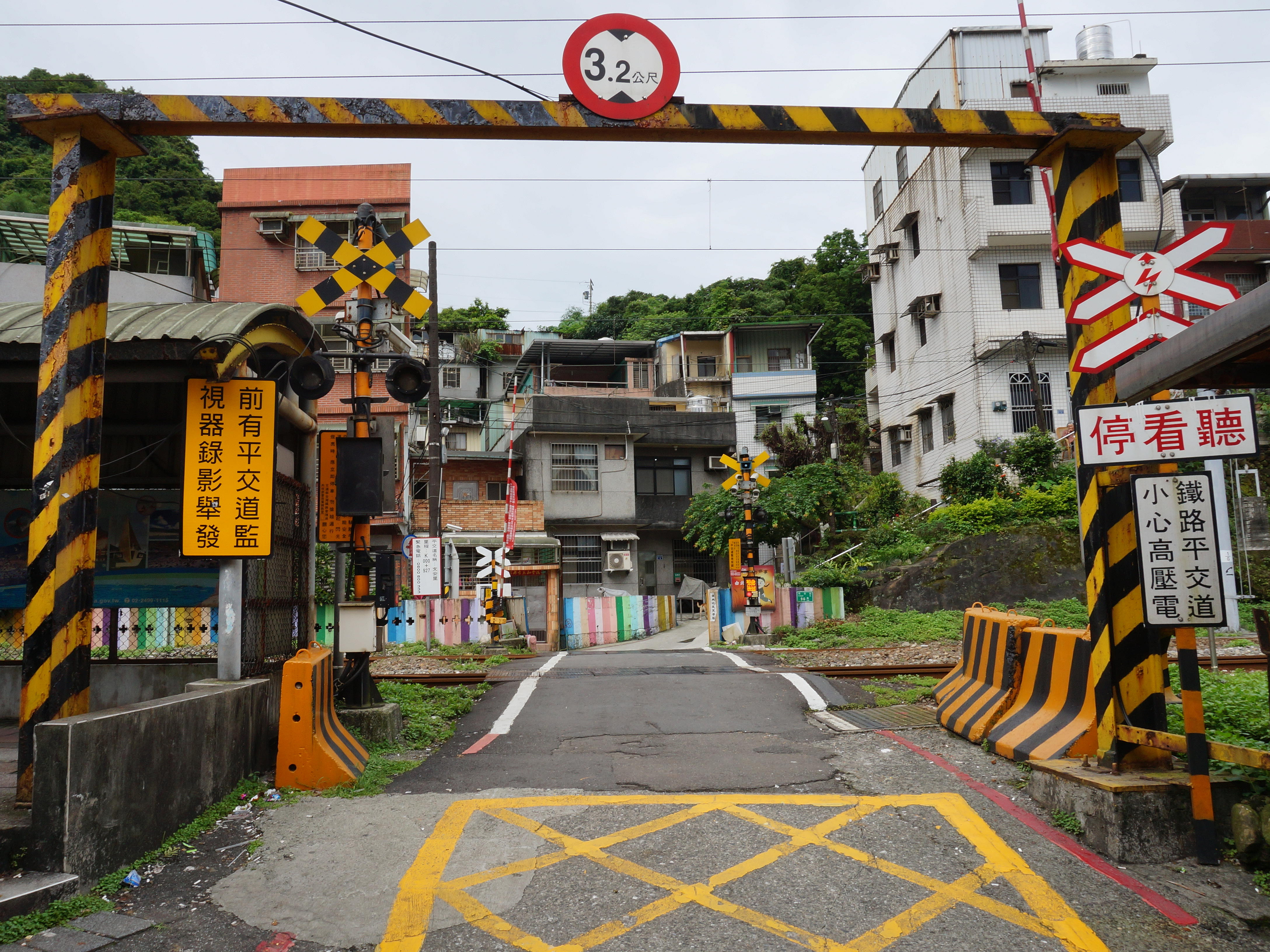
基隆市文安里平交道

  - 於基隆市、台北市、新北市、桃園市、新竹縣、新竹市等縣市的精華地帶往返運行。
  - 營運模式以基隆－新竹、基隆－苗栗、基隆－嘉義為主，部分班次北端行駛至瑞芳、福隆、蘇澳；南端行駛至新營。
  - 宜蘭線班次營運模式大多以蘇澳－樹林為主。
- 西部幹線對號列車
  - 順行列車多以潮州為始發車站，多迄於七堵。
  - 逆行列車多以七堵為始發車站，多迄於潮州。
- 東部幹線對號列車
  - 順行列車多以樹林為始發車站，多迄於花蓮、台東、知本。
  - 逆行列車多以花蓮、台東、知本為始發車站，多迄於樹林。

### 使用車輛
- 自強號列車
  - E1000型推拉式電車
  - EMU3000型電聯車
  - TEMU1000型太魯閣自強號
  - TEMU2000型普悠瑪自強號
  - DR3100型柴聯車

- 莒光號
  - FPK10400型
  - FPK10500型
  - FPK10600型

- 區間車、區間快車
  - EMU500型（僅行駛八堵－桃園、北湖－竹南）
  - EMU600型（暫時停駛）
  - EMU700型
  - EMU800型
  - EMU900型

- 觀光列車、團體列車

## 車站一覽
縱貫線各站譯名在戰後長期使用威妥瑪拼音或郵政式拼音，縣市級別的站名拼寫持續採用威妥瑪拼音，鄉鎮市區級別的站名拼寫在2003年至2008年間曾改採通用拼音，之後跟隨中央政策改以漢語拼音為主；高雄鳳山車站則於地下化新站啟用後改為當地慣用之通用拼音名「Fongshan」，為一特例。
（註：車站等級：分為特等、一等、二等、三等、甲簡、乙簡、丙簡、簡易、招呼、號誌）

### 營運中車站
| 車站名稱          | 車站名稱         | 車站代碼 | 營業里程 基隆起 | 等級 | 續接／交會路線 | 備註 | 所在地   | 所在地        |
| 中文 （國音電碼） | 英譯             | 車站代碼 | 營業里程 基隆起 | 等級 | 續接／交會路線 | 備註 | 所在地   | 所在地        |
| ----------------- | ---------------- | -------- | --------------- | ---- | --- | --- | -------- | ------------- |
| 縱貫線 （北段）   |                  |          |                 |      | | |          |               |
| 基隆（ㄐㄌ）      | Keelung          | 0900     | 0.0             | 一等 | | 半地下車站                                                                                               | 基 隆 市 | 中山區        |
| 三坑              | Sankeng          | 0910     | 1.3             | 簡易 | | 由基隆車站管理 高架車站                                                                                  | 基 隆 市 | 仁愛區        |
| 八堵（ㄅㄉ）      | Badu             | 0920     | 3.7             | 二等 | → 宜蘭線（上行端，下行方向）                                                                                               | | 基 隆 市 | 暖暖區        |
| 七堵（ㄑㄉ）      | Qidu             | 0930     | 6.0             | 一等 | → 五堵貨場專用線（下行端）                                                                                                 | 分為東側客場區及西側貨場區，北端設有七堵機務段 西部幹線高級列車主要始發和終點站。                        | 基 隆 市 | 七堵區        |
| 百福              | Baifu            | 0940     | 8.7             | 簡易 | | 由七堵車站管理                                                                                           | 基 隆 市 | 七堵區        |
| 五堵（ㄨㄉ）      | Wudu             | 0950     | 11.7            | 簡易 | | 由汐止車站管理 高架車站                                                                                  | 新 北 市 | 汐止區        |
| 汐止（ㄒㄓ）      | Xizhi            | 0960     | 13.1            | 二等 | | 高架車站                                                                                                 | 新 北 市 | 汐止區        |
| 汐科              | Xike             | 0970     | 14.6            | 簡易 | 汐東捷運 | 由汐止車站管理 斜面車站 北站房為高架站房，南站房為跨站站房                                               | 新 北 市 | 汐止區        |
| 南港（ㄋㄍ）      | Nangang          | 0980     | 19.1            | 一等 | 台灣高速鐵路 臺北捷運板南線 → 北宜直線鐵路（上行端，下行方向）                                                             | 地下車站                                                                                                 | 臺 北 市 | 南港區        |
| 松山（ㄙㄥ）      | Songshan         | 0990     | 21.9            | 一等 | 臺北捷運松山新店線 臺北捷運環狀線                                                                                          | 地下車站                                                                                                 | 臺 北 市 | 信義區 松山區 |
| 臺北（ㄊㄞ）      | Taipei           | 1000     | 28.3            | 特等 | 台灣高速鐵路 臺北捷運淡水信義線 臺北捷運板南線 臺北捷運松山新店線：北門站 桃園捷運機場線：台北車站                         | 地下車站                                                                                                 | 臺 北 市 | 中正區        |
| 萬華（ㄨㄢ）      | Wanhua           | 1010     | 31.1            | 一等 | 臺北捷運板南線 （龍山寺站，徒步轉乘）                                                                                      | 地下車站                                                                                                 | 臺 北 市 | 萬華區        |
| 板橋（ㄅㄢ）      | Banqiao          | 1020     | 35.5            | 一等 | 台灣高速鐵路 臺北捷運板南線 臺北捷運環狀線                                                                                 | 地下車站 地面時期舊板橋車站營業里程登記為36.4公里                                                        | 新 北 市 | 板橋區        |
| 浮洲 （ㄈㄓ）     | Fuzhou           | 1030     | 38.0            | 簡易 | | 由板橋車站管理 高架車站                                                                                  | 新 北 市 | 板橋區        |
| 樹林（ㄕㄨ）      | Shulin           | 1040     | 40.9            | 一等 | → 樹林調車場小運轉線（下行端）                                                                                             | 東部幹線高級列車主要始發和終點站                                                                         | 新 北 市 | 樹林區        |
| 南樹林            | South Shulin     | 1050     | 42.9            | 簡易 | | 由樹林車站管理 西側即為樹林調車場                                                                        | 新 北 市 | 樹林區        |
| 山佳（ㄕㄢ）      | Shanjia          | 1060     | 44.8            | 三等 | | | 新 北 市 | 樹林區        |
| 鶯歌（ㄧㄥ）      | Yingge           | 1070     | 49.2            | 二等 | 新北捷運三鶯線 → 中興一號特種支線（第二代）（下行端）                                                                      | | 新 北 市 | 鶯歌區        |
| 鳳鳴              | Fengming         | 1075     | 54.2            | 簡易 | | 臨時站站體                                                                                               | 新 北 市 | 鶯歌區        |
| 桃園（ㄊㄠ）      | Taoyuan          | 1080     | 57.4            | 一等 | 桃園捷運棕線 桃園捷運綠線 → 林口線（上行端） → 新生麵粉公司側線（下行端，下行方向） → 泰益麵粉公司側線（下行端，上行方向） | | 桃 園 市 | 桃園區        |
| 中路              | Zhonglu          | －       | －              | －   | | 即將興建                                                                                                 | 桃 園 市 | 桃園區        |
| 桃園醫院          | Taoyuan Hospital | －       | －              | －   | | 即將興建                                                                                                 | 桃 園 市 | 八德區        |
| 內壢（ㄋㄌ）      | Neili            | 1090     | 63.3            | 三等 | | | 桃 園 市 | 中壢區        |
| 中原              | Chungyuan        | －       | －              | －   | | 即將興建                                                                                                 | 桃 園 市 | 中壢區        |
| 中壢（ㄓㄌ）      | Zhongli          | 1100     | 67.3            | 一等 | 桃園捷運機場線 | | 桃 園 市 | 中壢區        |
| 平鎮              | Pingzhen         | －       | －              | －   | | 臨時站站體興建中                                                                                         | 桃 園 市 | 平鎮區        |
| 埔心（ㄅㄒㄣ）    | Puxin            | 1110     | 73.1            | 三等 | → 怡聯貨櫃場線（下行端）                                                                                                   | 為跨站站房，埔心車站前道路為臺1線，處於臺1線的海拔最高點，位於桃園市楊梅區埔心（43.5K處），標高181公尺。 | 桃 園 市 | 楊梅區        |
| 楊梅（ㄧㄤ）      | Yangmei          | 1120     | 77.1            | 三等 | | | 桃 園 市 | 楊梅區        |
| 富岡（ㄈㄍ）      | Fugang           | 1130     | 83.9            | 三等 | → 駱駝麵粉廠側線（上行端）                                                                                                 | | 桃 園 市 | 楊梅區        |
| 新富              | Xinfu            | 1140     | 85.6            | 招呼 | | 由富岡車站管理 原名富岡基地車站，西側即富岡基地及新竹機務段                                              | 桃 園 市 | 楊梅區        |
| 北湖              | Beihu            | 1150     | 87.1            | 甲簡 | → 臺鐵富岡車輛基地線（上行端）                                                                                             | 由湖口車站管理                                                                                           | 新 竹 縣 | 湖口鄉        |
| 湖口（ㄏㄨ）      | Hukou            | 1160     | 89.6            | 三等 | | | 新 竹 縣 | 湖口鄉        |
| 新豐（ㄒㄈ）      | Xinfeng          | 1170     | 95.8            | 三等 | → 台灣車輛側線（上行端）                                                                                                   | | 新 竹 縣 | 新豐鄉        |
| 竹北（ㄓㄅ）      | Zhubei           | 1180     | 100.6           | 三等 | | | 新 竹 縣 | 竹北市        |
| 北新竹            | North Hsinchu    | 1190     | 105.0           | 簡易 | → 內灣線實際分歧（上行端，下行方向）                                                                                       | 由新竹車站管理，東側為新竹貨運站                                                                         | 新 竹 市 | 東區          |
| 新竹（ㄒㄣ）      | Hsinchu          | 1210     | 106.4           | 一等 | → 內灣線（上行端，下行方向）                                                                                               | 車站東側設有南新竹機務分駐所                                                                             | 新 竹 市 | 東區          |
| 三姓橋            | Sanxingqiao      | 1220     | 111.2           | 簡易 | | 由新竹車站管理                                                                                           | 新 竹 市 | 香山區        |
| 香山（ㄒㄤ）      | Xiangshan        | 1230     | 114.4           | 甲簡 | | 由新竹車站管理 木造車站                                                                                  | 新 竹 市 | 香山區        |
| 崎頂（ㄑㄧ）      | Qiding           | 1240     | 120.8           | 招呼 | | 由竹南車站管理                                                                                           | 苗 栗 縣 | 竹南鎮        |
| 竹南（ㄓㄋ）      | Zhunan           | 1250     | 125.4           | 一等 | → 臺中線（山線）（下行端） → 海岸線（海線）（下行端）                                                                      | | 苗 栗 縣 | 竹南鎮        |

- 註：浮洲車站-樹林車站間有經過新北市新莊區；鳳鳴車站-桃園車站間有經過桃園市龜山區，但並未設站。

### 其他設施
| 名稱                  | 名稱                    | 所在區間                                     | 備註                                                  | 所在地   | 所在地 |
| 中文 （國音電碼）     | 英譯                    | 所在區間                                     | 備註                                                  | 所在地   | 所在地 |
| --------------------- | ----------------------- | -------------------------------------------- | ----------------------------------------------------- | -------- | ------ |
| 七堵調車場 （ㄑㄉㄤ） | Qidu Yard               | 七堵車站旁                                   | 編制於七堵車站之下，設有員工月台「小月台」            | 基 隆 市 | 七堵區 |
| 五堵貨場              | Wudu Yard               | 百福＝五堵間                                 | 貨運車站，由七堵車站管理                              | 新 北 市 | 汐止區 |
| 臺北機廠              | Taipei Workshop         | 位於原松山＝台北間台北機廠線上（本線已廢止） | 汐科（不含）＝板橋地下段間唯一地上鐵路                | 台 北 市 | 信義區 |
| 光復緊急停靠          | Guangfu Emergency Plat. | 松山＝臺北間                                 | 緊急停靠用；設有號誌繼電室                            | 台 北 市 | 松山區 |
| 復興緊急停靠          | Fuxing Emergency Plat.  | 松山＝臺北間                                 | 緊急停靠用                                            | 台 北 市 | 大安區 |
| 西門緊急停靠          | Ximen Emergency Plat.   | 臺北＝萬華間                                 | 原為已廢止的「新起町」車站                            | 台 北 市 | 中正區 |
| 樹林調車場 （ㄕㄨㄤ） | Shulin Yard             | 南樹林車站旁                                 | 由樹林車站管理；東邊設有K42號誌站（現設置南樹林車站） | 新 北 市 | 樹林區 |
| 富岡車輛基地          | Fugang Vehicle Depot    | 富岡＝北湖間                                 | 位於新富車站旁                                        | 桃 園 市 | 楊梅區 |
| 新竹貨站 （ㄒㄣㄏ）   | Hsinchu Yard            | 竹北＝新竹間                                 | 內灣線（實際分歧點，上行端，下行方向） 貨運車站       | 新 竹 市 | 東區   |

### 廢止車站及設施
| 車站名稱              | 車站名稱      | 營業里程 基隆起 | 等級 | 所在區間     | 備註 | 所在地   | 所在地 |
| 中文 （國音電碼）     | 英譯 當時拼音 | 營業里程 基隆起 | 等級 | 所在區間     | 備註 | 所在地   | 所在地 |
| --------------------- | ------------- | --------------- | ---- | ------------ | --- | -------- | ------ |
| 北五堵 （ㄨㄉㄅ）     | North Wudu    | 9.3             | 招呼 | 七堵＝五堵間 | 1918年4月1日設立，二戰時廢除。 1953年12月1日復設招呼站，廢止日期不明。 | 基 隆 市 | 七堵區 |
| 南港調車場 （ㄋㄍㄤ） | Nangang Yard  | 21.2            | 一等 | 南港＝松山間 | 1977年11月15日設立。 2005年8月3日業務轉移至七堵，同時廢止。 曾設有員工車站（唯一設站的調車場）。 簡稱［南調］，原稱［松山調車場］。 原址已設置地下化隧道緊急出口，並計畫都更。 | 台 北 市 | 南港區 |
| 新生                  | Xinsheng      | 26.4            | 招呼 | 松山＝台北間 | 舊名「北北」。 目前設置地下化隧道緊急出口。 台北捷運藍線（南港線）於附近設有忠孝新生站。                                                                                       | 台 北 市 | 中山區 |
| 華山 （ㄏㄚ）         | Huashan       | 27.2            | 一等 | 松山＝台北間 | 1986年7月21日裁撤。 貨運車站；曾為台北專案東隧道口。 原名［樺山町］、［樺山］ 已設置地下化隧道緊急出口。 台北捷運藍線（南港線）於附近設有善導寺站。                            | 台 北 市 | 中正區 |
| 港嘴 （ㄗㄟ）         | Kangtsui      | 33.8            | 招呼 | 萬華＝板橋間 | 原名［江子翠］。 於原址位於三民路、雙十路、縣民大道附近。 | 新 北 市 | 板橋區 |
| 三湖 （ㄢㄨ）         | Sanhu         | 81.7            | 招呼 | 楊梅＝富岡間 | | 桃 園 市 | 楊梅區 |
| 新車 （無）           | 無            | 97.7            | 招呼 | 新豐＝竹北間 | | 新 竹 縣 | 新豐鄉 |

## 接續路線
- 八堵：宜蘭線
- 鶯歌：中興一號特種支線
- 新豐：台灣車輛場線
- 北新竹：內灣線
- 竹南：臺中線（山線）、海線

### 過去接續路線
- 基隆：基隆臨港線
- 台北：淡水線
- 萬華：新店線
- 板橋：中和線
- 桃園：林口線
- 新竹：新竹機場線

## 備註
1. ↑  宜蘭線與縱貫線的軌道分歧點位於八堵車站南側，由基隆車站往返東部幹線的列車需經由七堵車站調頭。然而大部分的列車皆由樹林或以西之車站發車。另外須注意的是：列車開到東部幹線時，上、下行定義會顛倒，係由於上下行定義為：路線公里標由少到多稱為下行，反之為上行之故
2. ↑  台北專案東隧道口現為工程車留置線
3. ↑   註:

## 外部連結
- 交通部鐵道局 （页面存档备份，存于）
- 交通部臺灣鐵路管理局 （页面存档备份，存于）